# Liste der Wohnbezirke von Hagen
Hagen, eine kreisfreie Stadt in Nordrhein-Westfalen, wird von der Stadtverwaltung in fünf Stadtbezirke, 13 Statistische Bezirke und 39 Wohnbezirke unterteilt.

## Liste
Hagen-Mitte:
- 1 Zentrum
- 2 Remberg
- 3 Altenhagen-Süd
- 4 Eckesey-Süd
- 5 Altenhagen-Nord
- 6 Fleyerviertel
- 7 Eppenhausen
- 8 Emst-Ost
- 9 Emst-West
- 10 Kuhlerkamp
- 11 Wehringhausen-West
- 12 Wehringhausen-Ost

Hagen-Nord:
- 13 Eckesey-Nord
- 14 Vorhalle-Nord
- 15 Vorhalle-Süd
- 16 Boelerheide
- 17 Boele-Zentrum
- 18 Kabel/Bathey
- 19 Fley/Helfe
- 20 Garenfeld

Hohenlimburg:
- 21 Berchum
- 22 Halden/Herbeck
- 23 Henkhausen/Reh
- 24 Holthausen
- 25 Elsey-Nord
- 26 Elsey-Süd
- 27 Hohenlimburg-Zentrum/Wesselbach
- 28 Oege/Nahmer

in Eilpe/Dahl:
- 29 Eilpe-Nord
- 30 Eilpe-Süd/Selbecke
- 31 Delstern
- 32 Dahl
- 33 Priorei/Rummenohl

in Haspe:
- 34 Geweke/Tücking
- 35 Haspe-Zentrum
- 36 Haspe-Süd
- 37 Spielbrink
- 38 Westerbauer-Nord
- 39 Westerbauer-Süd